# Анди Лейн
Анди Лейн (на английски: Andy Lane) е английски журналист, сценарист и писател на бестселъри в жанра криминален роман и научна фантастика. Пише и под псевдонима Андрю Лейн (на английски: Andrew Lane).

## Биография и творчество
Анди Лейн е роден на 17 април 1963 г. в Лондон, Англия. Завършва с бакалавърска степен физика в Университета на Уоруик в Ковънтри. Там се запознава с писателите сценаристи Джъстин Ричардс и Крейг Хинтън. След дипломирането си работи на държавна служба като анализатор.
Запален любител на фантастика в университета той се присъединява към фен група, която създава собствени фензини. Започва да се интересува от литература и започва да пише разкази и сценарии в жанра на научната фантастика. Заедно с работата си като анализатор пише и като журналист и литературен рецензент за списания за фантастика като „DreamWatch“ и за „Radio Times“. Работата му на журналист го среща с много негови колеги и писатели.
Първоначално участва в написването на книги и сценарии за поредиците за „Доктор Кой“, като първата му книга е публикувана през 1993 г.
През 2009 г. фондацията управляваща наследството на Артър Конан Дойл го избира за написването на поредица книти описващи живота и приключенията на младия Шерлок Холмс. Първата книга „Облакът на смъртта“ от поредицата е издадена през 2010 г. Годината е 1868 и четиринадесетгодишният Шерлок Холмс е разочарован да научи, че няма да остане през ваканцията у дома, а в провинцията с непознати за него роднини. Лятото обаче е пълно с приключения, трупове, мистерии и скрити заплахи, които дават старт на неговата детективска кариера.
Анди Лейн живее със семейството си в Дорсет, Англия.

## Произведения

### Като Анди Лейн

#### Участие в общи серии с други писатели

##### Серия „Доктор Кой: Нови приключения“ (Doctor Who: New Adventures)
14. Lucifer Rising (1993) – с Джим Мортимър
27. All-Consuming Fire (1994)
39. Original Sin (1995)

##### Серия „Доктор Кой: Липсващите приключения“ (Doctor Who: Missing Adventures)
16. The Empire of Glass (1995)

##### Серия „Доктор Кой“ (Doctor Who) – сДжъстин Ричардс
- Decalog 3 – Consequences (1996)
- Decalog 4 – Re-Generations (1997)
- The Banquo Legacy (2000)

##### Серия „БЪГС“ (BUGS)
- A Sporting Chance (1996)

от серията има още 4 романа от различни автори

##### Серия „Торчууд“ (Torchwood)
3. Slow Decay (2007)
от серията има още 27 романа от различни автори

#### Разкази
- Crawling from the Wreckage (1993)
- The Gaze of the Falcon (1999)

#### Документалистика
- The World of the Magic Roundabout (2005)
- The Art of Wallace and Gromit: The Curse of the Were-rabbit (2005) – с Пол Симпсън
- 40 Years of The Magic Roundabout (2010) – с Пол Симпсън

### Като Андрю Лейн

#### Серия „Младият Шерлок Холмс“ (Young Sherlock Holmes)
1. Death Cloud (2010)
Облакът на смъртта, изд.: ИК „Ибис“, София (2014), прев. Вера Паунова
2. Red Leech (2010) – издаден и като „Rebel Fire“
Червената пиявица, изд.: ИК „Ибис“, София (2015), прев. Коста Сивов
3. Black Ice (2011)
Черен лед, изд.: ИК „Ибис“, София (2018), прев. Коста Сивов
4. Fire Storm (2011)
5. Snake Bite (2012)
6. Knife Edge (2013)
7. Stone Cold (2014)
8. Night Break (2015)

- Bedlam (2011)

#### Серия „Изгубени светове“ (Lost Worlds)
1. Lost Worlds (2013)
2. Shadow Creatures (2014)

#### Серия „Крузо“ (Crusoe)
1. Dawn of Spies (2016)
2. Day of Ice (2017)
3. Night of Terror (2018)

#### Серия „Натърспейс“ (Netherspace) – с Найджъл Фостър
1. Netherspace (2017)
2. Originators (2018)

#### Серия „АВОЛ“ (AWOL)
1. Agent Without Licence (2018)
2. Last, Safe Moment (2018)

#### Участие в общи серии с други писатели

##### Серия „Доктор Кой: Легенди“ (Doctor Who: Legends)
- The Legends of River Song (2016) – с Гай Адамс, Джени Колгън, Стив Лион и Жаклин Рейнър

от серията има още 2 романа от различни автори

### Екранизации
- 1987 Wartime – кратък филм, история
- 1998 Space Island One – ТВ сериал, 2 истории за епизоди